# Gromada Filipowice
Die Gromada Filipowice war zwischen 1954 und 1961 eine Verwaltungseinheit in der Volksrepublik Polen. Verwaltet wurde die Gromada vom Gromadzka Rada Narodowa, dessen Sitz sich in Filipowice befand und aus 19 Mitgliedern bestand.

Die Gromada Filipowice gehörte zum Powiat Brzeski (Brzesko) in der Woiwodschaft Krakau sie bestand aus den aufgelösten Gemeinden Czchów und Ruda Kameralna ohne den Weiler Piaski.

Zum 31. Dezember 1961 wurde die Gromada Filipowice aufgelöst und auf zwei Gromadas aufgeteilt, die Dörfer Filipowice und Ruda Kameralna kamen zur Gromada Zakliczyn und das Dorf Piaski-Drużków zur Gromada Czchów.